# Bloody Roar 4
Bloody Roar 4 est un jeu vidéo de combat développé par Hudson Soft et Eighting, édité par Konami, sorti en 2003 sur PlayStation 2 et PlayStation 3.

## Accueil
- Jeuxvideo.com : 16/20[1]